# Докса (думка)
Докса (від грец. δόξα — «думка», «погляд», «гадка», «опінія») — загальноприйнята думка. Цей термін виник в Давній Греції і є терміном риторики. Софісти використовували або спростовували докси в своїх цілях, тим самим змушуючи слухачів (аудиторію) міняти свою думку, при цьому слухач думає, що завжди вважав так, а не інакше. У Римській республіці і в сучасному світі цей метод використовують в юриспруденції і політиці.
Платон виступав проти докси і вважав її чимось між знанням і незнанням. Він вважав, що докса призводить до класичних помилок в істинності суджень. Парменід вважав, що докса обмежена та ненадійна.